# Sigurd Berg (läkare)
Sigurd Berg, född 30 juni 1884 i Hedvig Eleonora församling, Stockholm, död 26 november 1947 i Hedemora landsförsamling, var en svensk läkare. Han var son till pedagogen Hjalmar Berg och far till arkitekten Anders Berg.
Berg blev medicine licentiat i Stockholm 1911, 1915 tillförordnad och 1918 ordinarie chef och överläkare vid Solbackens sanatorium. Han var 1919-1926 sekreterare och 1927-1947 ordförande i sanatorieläkarföreningen och blev 1942 medicine hedersdoktor vid Uppsala universitet. Berg utgav ett flertal medicinska skrifter, främst behandlande tuberkulos.